# IC 469
IC 469 је спирална галаксија у сазвјежђу Цефеј која се налази на листи објеката дубоког неба у Индекс каталогу.
Деклинација објекта је + 85° 9' 31" а ректасцензија 7h 55m 59,3s. Привидна величина (магнитуда) објекта IC 469 износи 12,7 а фотографска магнитуда 13,5. IC 469 је још познат и под ознакама UGC 3994, MCG 14-4-38, CGCG 362-47, IRAS 07419+8516, CGCG 363-35, CGCG 364-1, PGC 22213.